# Marzia Kjellberg
Marzia Kjellberg (uitspraak: [ˈmartsja sjelburk]), geboren als Marzia Bisognin (Vicenza, 21 oktober 1992) is een Italiaanse modeontwerpster, schrijfster en voormalig YouTuber.

## Carrière

### YouTube
Kjellberg maakte video's over onder meer lifestyle, boeken, films en computerspellen. Daarnaast maakte ze vlogs en doe-het-zelfvideo's. In haar video's sprak ze Engels, om een groter publiek aan te trekken. Marzia Kjellberg was een van de bekendste beautykanalen. Ze had meer dan 16 miljoen kijkers per maand en was het meest bekeken Italiaanse YouTube-kanaal. Kjellberg noemde haar fans "Marzipans".

### Andere ondernemingen
Marzia Kjellberg is ook stemactrice. Ze heeft in verschillende internetseries stemmen ingesproken, waaronder die van Carrie Carrot in Oscar's Hotel For Fantastical Creatures. Ze heeft daarnaast een eigen internetserie, getiteld Pugatory, gebaseerd op haar mopshond.
In 2015 kwam haar eerste boek uit genaamd La casa dei sogni (in het Engels verschenen als Dream House), een horrorverhaal voor volwassenen.

### "Goodbye Youtube"
Op 22 oktober 2018 plaatste Kjellberg een YouTube-video die "Goodbye Youtube" heet. Ze vertelt in haar video dat ze met YouTube stopt om iets nieuws te proberen. Ze heeft verscheidene van haar video's verwijderd.

## Persoonlijk
Op 19 augustus 2019 is ze getrouwd met de bekende youtuber Felix Arvid Ulf Kjellberg, beter bekend als PewDiePie.